# Moszkva (rakétás cirkáló)
A Moszkva (oroszul: Москва), ex. Szlava (oroszul: Слава) az Orosz Haditengerészet 1164 Atlant típusú rakétás cirkálója volt. 1983-ban állították szolgálatba a Szovjet Haditengerészetnél, 1990-ben ideiglenesen kivonták, majd 2000-ben újra szolgálatba állították. Az orosz Fekete-tengeri Flotta zászlóshajójaként a flotta 30. felszíni hajóhadosztályához tartozott, honi kikötője Szevasztopol volt. 2022. április 14-én kigyulladt, vélhetően egy ukrán rakétatámadás következtében, majd nem sokkal később elsüllyedt.

## Története
Építését 1976-ban kezdték el a mikolajivi 61 kommunár hajógyárban. Ez volt az ellenséges repülőgép-hordozók ellen szánt 1164-es tervszámú cirkálóosztály első egysége. 1979-ben bocsátották vízre, majd 1983. január 30-án állították szolgálatba a Szovjet Haditengerészet Fekete-tengeri Flottájánál Szlava néven. Első hosszabb bevetése egy Pireuszba tett látogatás volt 1986 novemberében. A Szlava cirkáló részese volt George H. W. Bush amerikai és Mihail Gorbacsov máltai csúcstalálkozójának, ahol a hajó a szovjet delegáció szálláshelye volt (míg az amerikai delegáció szállása Belknap rakétás cirkáló volt). A csúcstalálkozó alatt a hajó Marsaxlokk előtt horgonyzott.
1990 decemberében kivonták az aktív szolgálatból, majd 1991 márciusában a mikolajivi hajógyárba vezényelték nagyjavításra. A javítás és a modernizáció a Szovjetunió felbomlása utáni zavaros gazdasági helyzet miatt elhúzódott. 1996. május 16-án átnevezték és a Moszkva nevet kapta, amelyet addig a kivont Moszkva helikopterhordozó viselt. A nagyjavítást követően 1999 májusában helyezték újra üzembe, majd 2000 áprilisában állították újra szolgálatba, és egyúttal a Fekete-tengeri Flotta zászlóshajója lett (az Admiral Golovko rakétás cirkáló helyett, melyet később, 2002-ben selejteztek).
2003 áprilisában egy hajóraj tagjaként a szintén a Fekete-tengeri Flottához tartozó Szmetlivij rombolóval és a Ladnij fregattal, valamint az orosz Csendes-óceáni Flottához tartozó Admiral Pantyelejev és Marsal Saposnyikov rombolókkal és a Vlagyimir Kolcsinyszkij tankhajóval az Indiai-óceánra hajózott, ahol az Indiai Haditengerészettel közösen részt vett az Indra–2003 tengeri hadgyakorlaton.
2008 augusztusában részt vett az orosz–grúz háborúban. A hadműveletek során Abházia partjainál, grúz felségvizeken tartózkodott. A hadműveletben részt vevő többi orosz hajóhoz hasonlóan a Moszkva cirkáló feladata Grúzia tengeri blokádja volt, fegyveres harcban a hajó nem vett részt. Miután Oroszország elismerte Abházia függetlenségét, a hajó Szuhumiban horgonyzott.
2009 szeptemberében baleset történt a hajón. A híradások szerint a hajtóműveknél történt robbanás, melyben a személyzet 10 tagja sérült meg. Az Orosz Haditengerészet parancsnoksága cáfolta a sérültekről szóló híreket. A hajó minden esetre 2009 decemberétől a szevasztopoli PD–30-as szárazdokkban tartózkodott javításon.
A hajó 2003 júliusától novemberig tartó út során Lisszabon érintésével Havannába, majd Nicaraguába és Venezuelába hajózott.
2013-ban a szíriai orosz szerepvállalás részeként a hajót Szíria partjaihoz vezényelték.
2014 márciusában a Krím orosz megszállása során a Moszkva církáló az Ukrán Haditengerészet Donuzlav-tavon tartózkodó egységeinek blokádjában vett részt.
2015 szeptemberében a hajót ismét Szíria partjaihoz vezényelték, ahol fedélzetére telepített Fort légvédelmi rendszerrel a Latakiába telepített orosz repülőegységek légvédelmi feladatait biztosította. Az Orosz Légierő Szu–24-es repülőgépének 2015. november 24-i lelövése után a hajót a szír–török határ közelébe irányították. A hajó 2016. január 9-én tért vissza Szíria partjaitól a szevasztopoli bázisára. (A szíriai orosz katonai műveletben a Moszkva cirkálót testvérhajója, a Csendes-óceáni Flottához tartozó Varjag rakétás cirkáló váltotta fel.)

### Kígyó-szigeti csata
2022 februárjában a cirkáló elhagyta Szevasztopolt, hogy részt vegyen a 2022-es ukrajnai orosz invázióban. A hajót később a Kígyó-sziget elleni támadás során az ukrán fegyveres erők ellen vetették be, a Vaszilij Bikov orosz járőrhajóval együtt. A Moszkva rádión keresztül üdvözölte a sziget helyőrségét, és követelte a megadást, mire azt a választ kapta, hogy „orosz hadihajó, húzz a faszba!” Ezt követően minden kapcsolat megszakadt a Kígyó-szigettel, a tizenhárom fős ukrán helyőrséget pedig elfogták.

### Pusztulása
2022. április 14-én szolgálatteljesítés közben az Ukrajna elleni háborúban ukrán források szerint két Neptun robotrepülőgép találta el, de az orosz flotta vezetése ezt tagadta. Az orosz hivatalos jelentés szerint a hajón tűz ütött ki, a legénységet török közreműködéssel kimenekítették. Az első jelentések arról szóltak, hogy a súlyosan megrongálódott hajót egy kikötőbe vontatják. Az orosz védelmi minisztérium későbbi tájékoztatója szerint azonban a hajó a vontatás során a viharos tengeren elsüllyedt.
Meg nem erősített források szerint az ukrán támadást az amerikaiak is segítethették a közelben járőröző P–8 Poseidon felderítő repülőgépükről.

## Fényképek

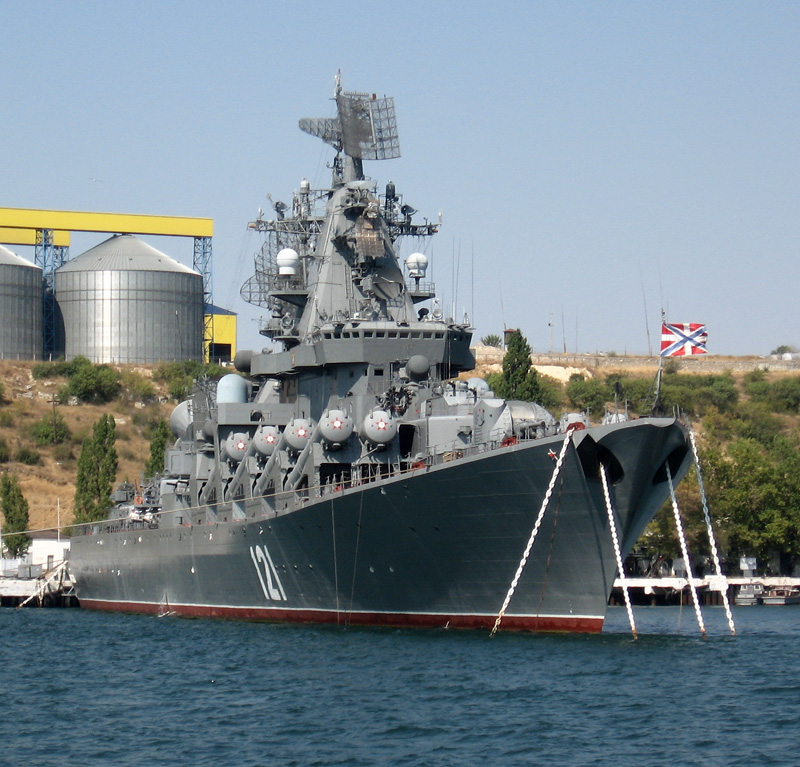
A Szevasztopolban horgonyzó Moszkva cirkáló
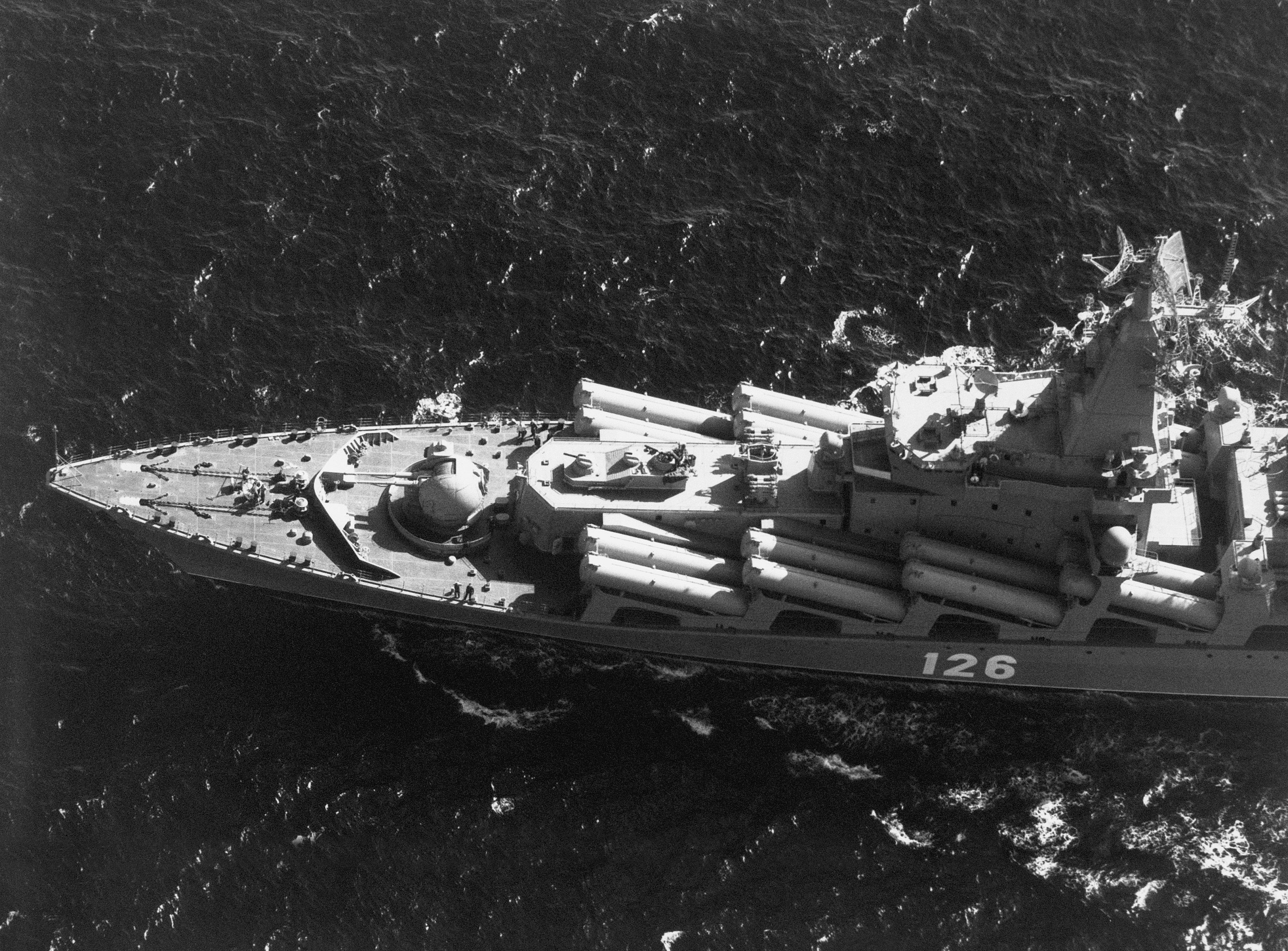
A hajó fő fegyverzetét képező robotrepülőgépek indítókonténerei a hajó orr-részében
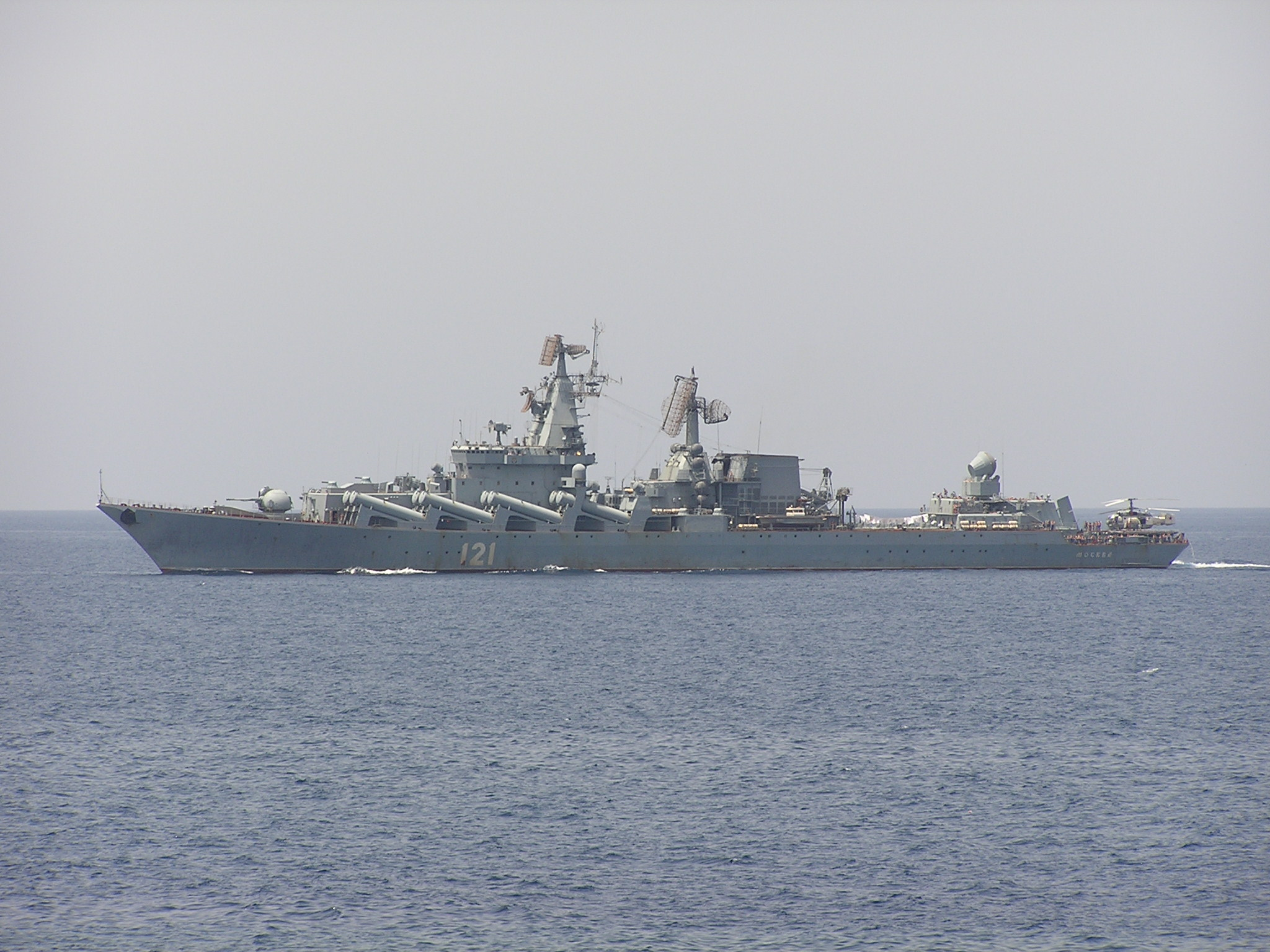
A Vörös-tengeren 2003-ban
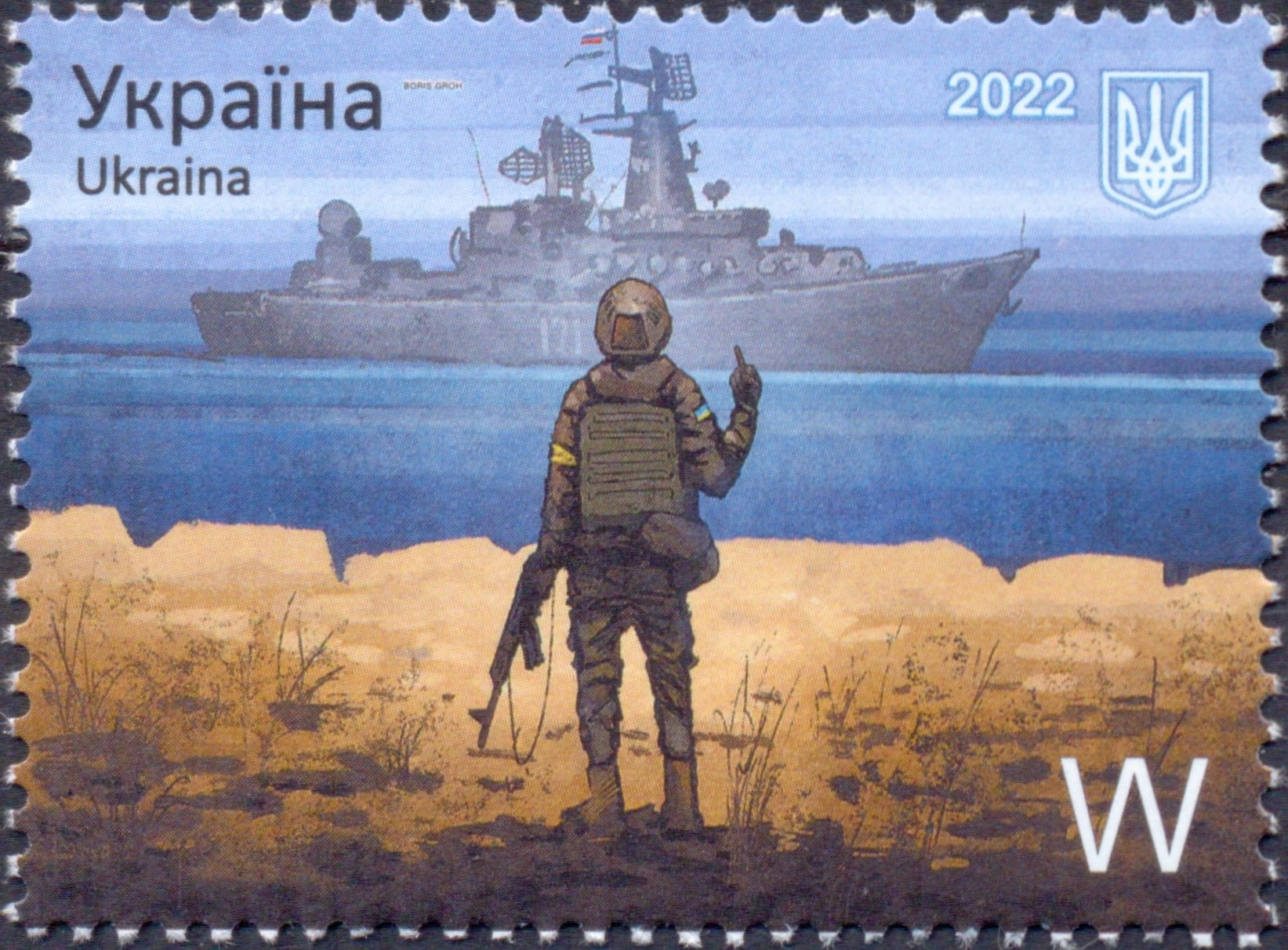
Ukrán bélyeg, amely egy ukrán katonát ábrázol, aki a középső ujját mutatja az orosz Moszkva cirkálónak. Két nappal az elsüllyesztése előtt adták ki
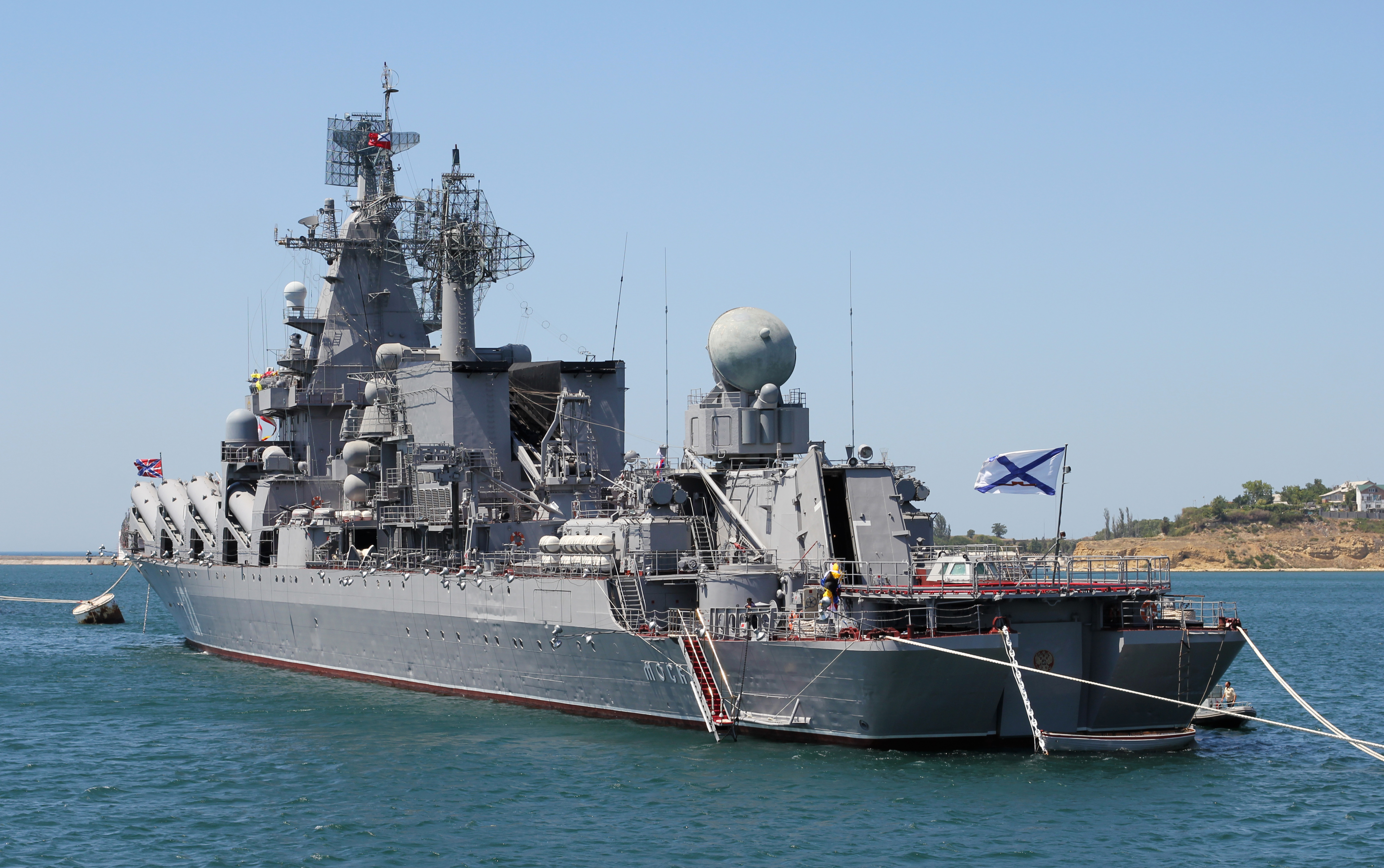
A Szevasztopoli-öbölben horgonyzó hajó. A tatrészen a helikopterfedélzet és a helikopterhangár látható